# Río Gastona
El río Gastona es una corriente de agua ubicada en la provincia de Tucumán, en la República Argentina. Se forma por el aporte de varios ríos menores que drenan porciones de la selva tucumana y otros que provienen de las alturas de la sierra del Aconquija. Es el segundo río más caudaloso de la provincia de Tucumán.
Su cuenca hidrográfica es de aproximadamente 1800 km²; su caudal varía entre unos 8 y 23 m/s² en años normales, llevando un caudal muy superior en los meses de verano y otoño, mientras que es mínimo a fines de invierno y principios de primavera.
El río Gastona se forma en la confluencia de los ríos Solco, Pavas, Jaya y Chirimayo. Poco antes de terminar su tramo montañoso, junto a la localidad de Alpachiri, recibe al Río de las Aguas o Chirimayo.
A lo largo de su recorrido por la pendiente selvática del Aconquija, no existen localidades en las cercanías del río, que corre rodeado de ambientes selváticos. En su tramo final, el angosto y turbulento río se convierte en un ancho y lento río de llanura, ya que recorre una zona de colinas y planicies, densamente habitada y con extensos cultivos, especialmente de caña de azúcar. Junto al río se encuentra Concepción, la segunda ciudad de la provincia de Tucumán por población, y poco más abajo Ingenio La Trinidad. Finalmente recorre una zona de llanuras deprimidas en que predomina la ganadería vacuna, donde pasa junto a las localidades de Santa Cruz, Atahona y Villa Chicligasta; a su paso por estos pueblos, sus aguas no son aptas para consumo humano.
Su recorrido confluía antiguamente con el río Marapa en un corto cauce llamado "río Hondo", que a su vez se unía con el río Salí para formar el río Dulce. En la actualidad, todo el río Hondo ha desaparecido bajo las aguas del embalse de Río Hondo, en el cual desaguan al menos cinco ríos. Al pie de esta presa nace el río Dulce.
Es el río más contaminado de la provincia de Tucumán, afectado tanto por la industria azucarera como por los efluentes cloacales de la ciudad de Concepción y otros pueblos y la basura depositada en sus orillas.